# Galerie (Kunst)
Die Galerie ist ein physischer Ort, der für die Ausstellung und den Verkauf von Bildender Kunst oder neuer zeitgenössischer Kunst genutzt wird. In Abgrenzung zur klassischen Galerie werden virtuelle Ausstellungsorte als Online-Galerie bezeichnet. Es gibt Galerien z. B. für Malerei, Zeichnungen, Editionen, Fotografie oder auch Skulptur, sie wird auch als Bildergalerie bezeichnet. Meist ist das Galerieprogramm aber nicht materialspezifisch strukturiert, sondern folgt inhaltlich programmatischen Tendenzen.
Während die Primärmarkt-Galerie hauptsächlich „atelierfrische“ Arbeiten von Künstlern verkauft, lebt die Sekundärmarkt-Galerie (Kunsthandel) im Gegensatz dazu ausschließlich vom Wiederverkauf von Kunst. Häufig übernehmen ebenso Primärmarkt-Galerien den Rück- und Wiederverkauf von Arbeiten der von ihnen vertretenen Künstler.

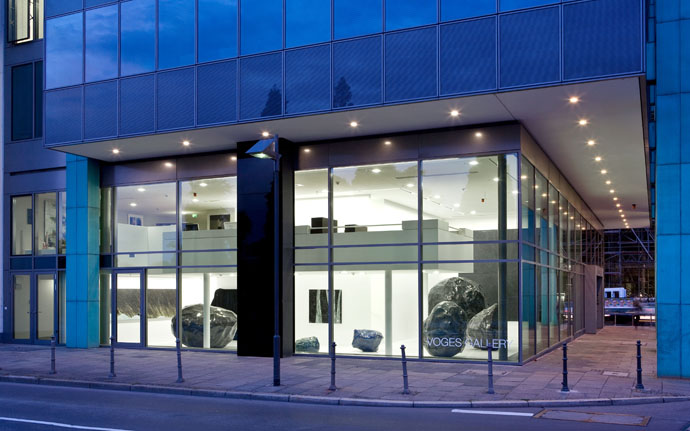
Eine Galerie in Frankfurt am Main, 2009

## Begriff
Der Begriff Galerie geht zurück auf galleria (ital.= ‘langer überdachter Gang’) zum Beispiel die Uffizien in Florenz, den das Herrschergeschlecht der Medici seit dem 16. Jahrhundert zur Ausstellung seines Kunstbesitzes nutzte. Von hier aus entwickelte sich der Begriff weiter, indem er Gemäldegalerien und Kunstmuseen bezeichnete, schließlich auch gewerbliche Verkaufsräume für Kunst.

## Funktion
Der Kunstmarkt verwendet die Bezeichnung Galerie insbesondere für Betriebe und Räume von Händlern, die Kunstwerke verschiedener Kategorien von Künstlern und Künstlerinnen ausstellen, vermarkten und verkaufen. Betreiber von Galerien nennt man Galeristen. Die Galerie übernimmt u. a. die Aufgaben der Betreuung, Präsentation, Organisation – inkl. steuerlicher und rechtlicher Fragen – und der Vermarktung von Künstlern und erhält dafür eine Provision von 10 bis 50 Prozent. Dieser Wert wird mit dem Künstler oder einer anderen Galerie meist vertraglich festgelegt. Außerdem bestimmt der Vertrag, dass der Künstler entweder nur über die ihn vertretende Galerie oder in Verbindung mit ihr verkaufen darf. Der Galerist bezahlt von seinem Anteil sämtliche Aufwendungen für Betriebskosten, Personalkosten, Abendessen, Eröffnungen, Einladungskarten, Kataloge, Bücher, Plakate, Anzeigen in Zeitschriften etc.
Viele professionelle Galerien haben sich im Bundesverband Deutscher Galerien und Kunsthändler (BVDG) zusammengeschlossen. Danach muss eine Galerie mindestens 20 Stunden pro Woche öffnen, der Galerist muss im Besitz eigener Galerieräume zur Präsentation der Kunstwerke sein, er darf keinen Eintritt verlangen, er muss mindestens vier wechselnde Ausstellungen im Jahr veranstalten und er muss die Standesregeln der europäischen Galerienvereinigung F.E.A.G.A. (Federation of European Art Gallery Associations) einhalten. Seit vielen Jahren organisieren Galerien meist nach Standorten koordinierte gemeinsame Eröffnungen und abgestimmte Öffnungszeiten, um dem Publikum den Besuch zu erleichtern. Eine Galerie, die von den Künstlern selbst geführt wird, nennt man Produzentengalerie.
Nach 1945 entwickelte sich die Galerieszene in Europa zunächst langsam, seit den späten 60er Jahren formierten sich dann in Deutschland und der Schweiz erste Kunstmessen, in denen Galerien aus vielen Ländern ihre Programme innerhalb einer kurzen Zeit dem Publikum präsentierten.

## Geschichtliche Entwicklung

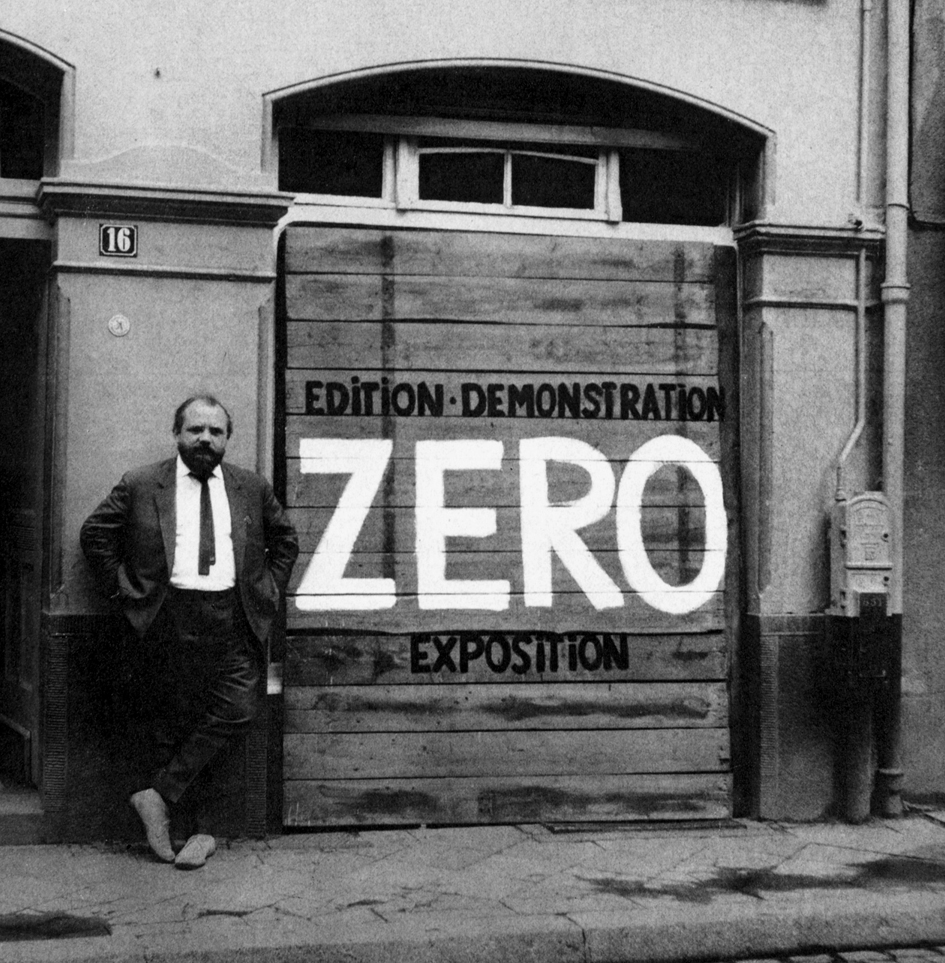
Alfred Schmela vor seiner ersten Galerie in der Düsseldorfer Altstadt, 1961

Ein umfangreiches Galeriewesen entstand im Kunstbetrieb ab dem 19. Jahrhundert. Galeristen wie zum Beispiel Eduard Schulte, Fritz Gurlitt und Johanna Ey boten auch Künstlern, die der in den Kunstakademien gelehrten Kunstauffassung kritisch gegenüberstanden, die Möglichkeit ihre Gemälde auszustellen. Einige Galeristen haben auf diese Weise die Kunstgeschichte wesentlich beeinflusst. So zählen beispielsweise Ambroise Vollard, Daniel-Henry Kahnweiler, Herbert Tannenbaum und Heinz Berggruen zu den wichtigen Persönlichkeiten der Kunst des 20. Jahrhunderts. Bei Ambroise Vollard fand 1901 die erste Ausstellung von Gemälden Pablo Picassos statt, er förderte Vincent van Gogh und 1904 folgte bei ihm die erste Ausstellung mit Werken von Henri Matisse. Heinz Berggruen war der erste, der die Bedeutung der Scherenschnitte von Henri Matisse erkannte und diese in den 1950er Jahren sammelte und ausstellte. Galerien sind deshalb auch immer Anlaufpunkte für Künstler gewesen, die sich mit den Werken ihrer Zeitgenossen auseinandersetzen wollten. So sah Paula Modersohn-Becker die Werke des damals noch völlig unbekannten Paul Cézanne, die sie in ihrer Kunstentwicklung maßgeblich beeinflussten, erstmals in den Handelsräumen von Vollard. Eine hohe Bedeutung für die Kunst der Nachkriegszeit in Deutschland hatte die Galerie Schmela.
Als neue Spezies versuchen sich die Online-Galerien in virtuellen Verkaufsräumen zu etablieren. Durch die weltweite Präsenz ändert sich die Verfügbarkeit der Objekte am lokalen Standort. Hingegen entfallen die reale Begegnung mit dem Objekt, die persönliche Beziehung zum Galeristen, Sammler und den ausstellenden Künstlern.

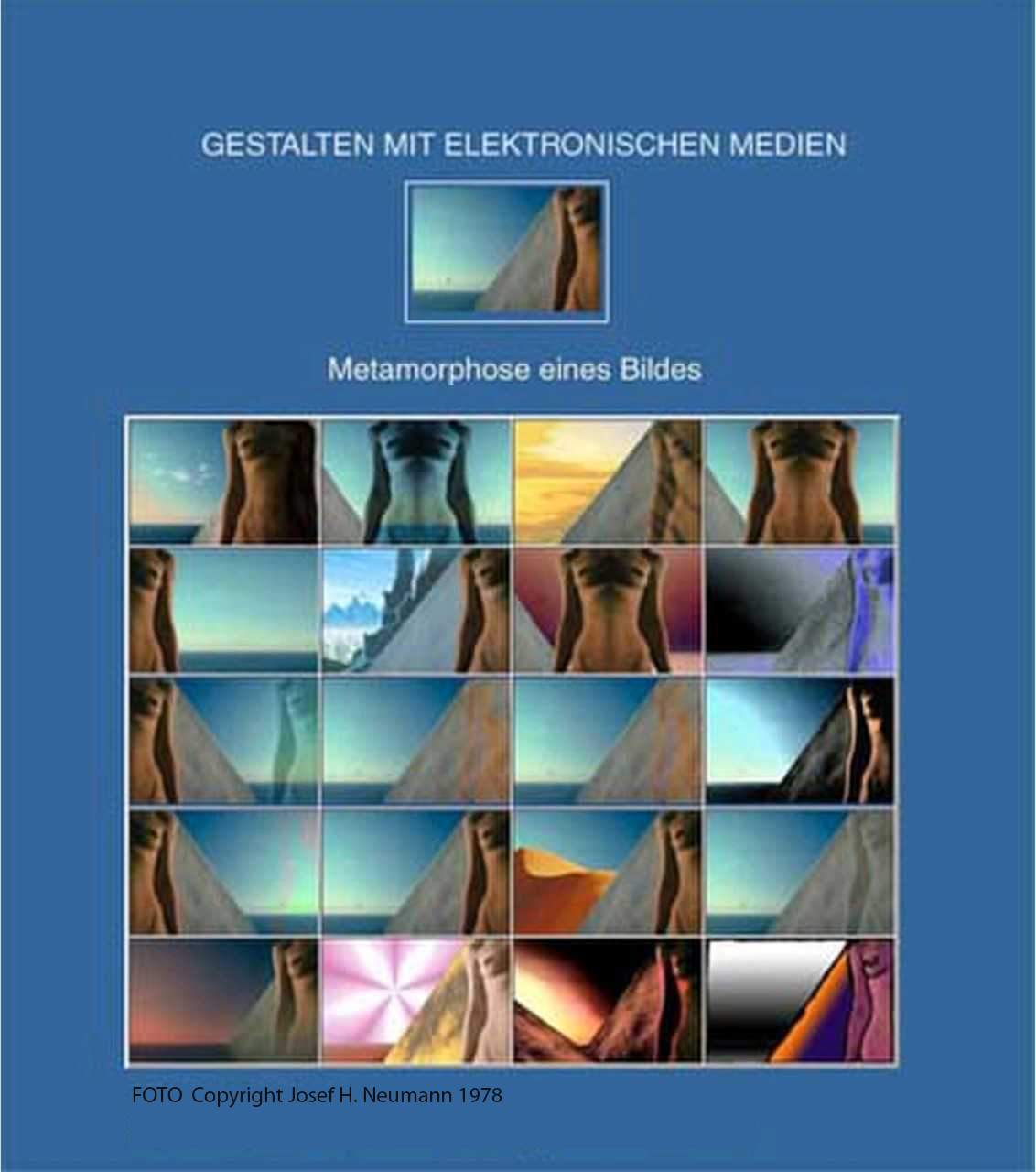
Erste Internet Galerie im Jahr 2000, FB Allgemeine Informatik der FH Dortmund

Im Rahmen seiner Lehrtätigkeit am Fachbereich Allgemeine Informatik der FH Dortmund eröffnete der Fotodesigner Josef H. Neumann im Dezember 2000 mit seinen Studenten, federführend Stephan Rosegger, innerhalb eines Pilotprojektes in Zusammenarbeit der Ing.Ges. ICN.de die erste Internet Gallery im World Wide Web.

### Rechtliche Aspekte
Bei Zweitverkäufen von Kunstwerken ist auf Grund des sogenannten Folgerechts eine Abgabe an den Künstler zu zahlen. Dies sind (2010) ab einem Verkaufspreis von 400 Euro bis 50.000 Euro 4 % des Verkaufspreises.
Kunstwerke unterlagen im deutschen Galeriehandel bis 2013 einer ermäßigten Umsatzsteuer von 7 %; ab 2014 ist die Steuer aufgrund einer Beschwerde der EU-Kommission per Gesetz und Durchführungsverordnung auf 19 % erhöht, ihre praktische Berechnung gestaltet sich allerdings wegen drei unterschiedlichen Bemessungsgrundlagen mitunter kompliziert. Beim Atelierkauf direkt vom Künstler bleibt es bei 7 % USt., was das Verhältnis Galerist zum Künstler nicht einfacher macht.